# Операція «Валькірія»
54°04′50″ пн. ш. 21°29′47″ сх. д. / 54.080555555556° пн. ш. 21.496388888889° сх. д.
Опера́ція «Валькі́рія» (також змова 20 липня) — заколот групи офіцерів і аристократів, котрі зважилися піти на усунення Гітлера. Безпосереднім виконавцем їхніх планів став полковник граф Клаус Шенк фон Штауффенберґ. Основу змови склала Резервна армія, чий штаб був у Берліні.
Метою заколоту було фізичне усунення Гітлера, яке мав здійснити Штауффенберг. Успіх цієї акції повинен був послужити сигналом до зміни політичного режиму. Двічі він відкладав свою акцію, тому що хотів у результаті одного вибуху знищити одночасно Гітлера, Гіммлера і Ґерінга.

## Виникнення змови військових
Групи змовників, що планували антинацистський переворот, існували у вермахті та військовій розвідці (абвері) з 1938 року і мали на меті відмову від агресивної зовнішньої політики Німеччини і запобігання майбутній війні, до якої, як вважала більшість змовників, Німеччина не готова. Крім того, багато військових сприйняли як приниження вермахту посилення СС і справу Фріча — Бломберга, що сталася в 1938 році. Змовники планували зміщення Гітлера після віддачі ним наказу про напад на Чехословаччину, створення тимчасового уряду, а згодом проведення демократичних виборів. До ряду невдоволених входили генерал-полковник Людвіг Бек, що подав у відставку з поста начальника штабу сухопутних військ 18 серпня 1938 року на знак незгоди з політикою Гітлера, новий начальник штабу Франц Гальдер, майбутні генерал-фельдмаршали Ервін фон Віцлебен і Вальтер фон Браухіч, генерали Еріх Гепнер і Вальтер фон Брокдорфф-Алефельдт, голова абверу Вільгельм Франц Канаріс, підполковник абверу Ганс Остер, а також міністр фінансів Пруссії Йоганнес Попіц, банкір Яльмар Шахт, колишній бургомістр Лейпцига Карл Герделер і дипломат Ульріх фон Хассель. Герделер регулярно подорожував по Європі, зустрічаючись з відомими політиками, за дорученням Остера один із змовників, Евальд фон Кляйст-Шменцин, 18 серпня, в розпал кризи, літав у Лондон, щоб попередити британських політиків про агресивні наміри Гітлера. Переворот планувався на останні дні вересня 1938 року, але зранку 28 вересня плани змовників сплутало повідомлення про те, що британський прем'єр-міністр Невілл Чемберлен погодився приїхати в Німеччину і провести переговори з Гітлером, а Велика Британія не оголошуватиме війну Німеччині. Підписана услід за тим Мюнхенська угода зробила основну мету перевороту — запобігання озброєному зіткненню — виконаною.

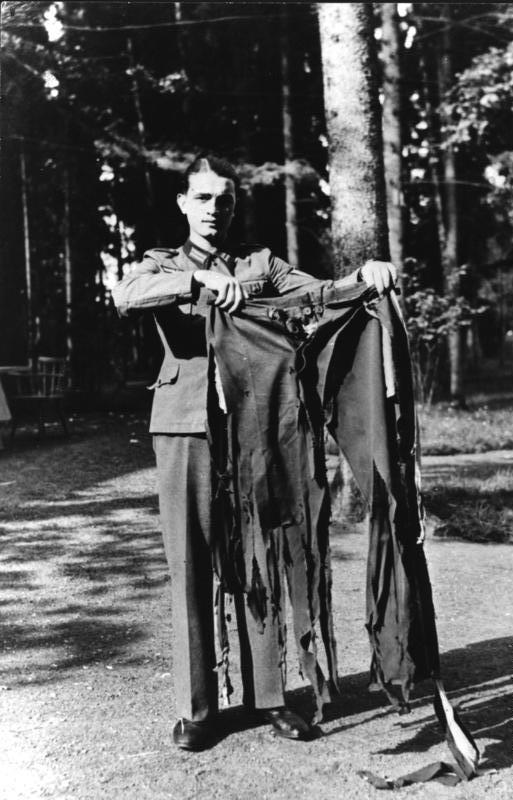
Солдат тримає штани, у яких Гітлер був під час терористичного акту

Плани зміщення Гітлера існували й надалі, проте через нерішучість змовників (в першу чергу, Браухіча і Гальдера) жоден з них не був реалізований. З початком війни військові, особливо на східному фронті, також були вимушені закривати очі на жорстокості відносно мирного населення і військовополонених (діяльність айнзатцгрупп, «указ про комісарів» та ін.), а в деяких випадках — і самостійно проводити ті або інші заходи. З 1941 року група змовників на чолі з полковником Хеннінгом фон Тресковим, племінником фельдмаршала Федора фон Бока, діяла в штабі Групи армій Центр на Східному фронті. Тресков був переконаним супротивником нацистського режиму й послідовно призначав у свій штаб людей, що розділяли його погляди. Серед них були полковник барон Рудольф-Крістоф фон Герсдорф, лейтенант резерву Фабіан фон Шлабрендорф, що став ад'ютантом Трескова, брати Георг і Філіп фон Безелагери. Фон Бок також був невдоволений політикою Гітлера, але відмовлявся від підтримки змови у будь-якій формі. Після поразки в битві під Москвою Браухіч і фон Бок були звільнені, а командиром «Центру» призначений Ганс Гюнтер фон Клюге. У штаб-квартирі «Центру» в Смоленську збереглася група Опору, створена Тресковим. Через Шлабрендорфа вона підтримувала контакти з Беком, Герделером і Остером. Герделер і Тресков також намагалися залучити до змови фон Клюге і вважали, що він знаходиться на їх стороні.
Восени 1942 року був знятий з посади Гальдер, що позбавило змовників зв'язку з Верховним командуванням сухопутних військ. Проте незабаром Остер зміг залучити начальника Загальновійськового управління Верховного командування сухопутних військ і заступника командувача резервною армією генерала Фрідріха Ольбріхта. Резервна армія була боєздатним підрозділом, що призначався, зокрема, для придушення безладів усередині Німеччини. Протягом 1942 року план змови еволюціонував у двоступеневу операцію, що включала вбивство Гітлера силами змовників і захоплення основних комунікацій з придушенням опору СС резервною армією.
Влітку 1943 під час битви на Курській дузі Червона армія здобула перемогу над німецькими військами. Ця перемога стала переламним моментом Німецько-радянської війни, який визначив весь її подальший перебіг. Стратегічна ініціатива повністю опинилася в руках військ СРСР. Керівники Третього рейху, тим не менш, продовжували бойові дії, сподіваючись на можливий у майбутньому розпад Антигітлерівської коаліції, який дав би їм шанс на перемогу у Другій світовій війні. Однак у листопаді-грудні 1943 під час Тегеранської конференції лідери провідних держав Антигітлерівської коаліції В. Черчілль, Й. Сталін та Ф. Рузвельт домовилися про відновлення Західного фронту у континентальній Європі не пізніше травня 1944. Загроза поразки Німеччини у Другій світовій війні все більше набувала ознак реальності, що стало для змовників стимулом для прискорення підготовки замаху проти Гітлера.
Численні спроби групи Трескова вбити Гітлера не увінчалися успіхом. 13 березня 1943 року під час відвідування Гітлером Смоленська Тресков і його ад'ютант, фон Шлабрендорф, підклали в його літак бомбу, в якій не спрацював вибуховий пристрій. Через вісім днів фон Герсдорф хотів підірвати себе разом з Гітлером на виставці трофейної радянської техніки в цейхгаузі в Берліні, але той передчасно покинув виставку, а фон Герсдорф ледве встиг деактивувати детонатор.

## План «Валькірія»
Починаючи з зими 1941—1942 років Ольбрихт працював над планом «Валькірія», розрахованим на випадок надзвичайних ситуацій і внутрішніх безладів. Згідно з цим планом армія резерву підлягала мобілізації у разі масових акцій саботажу, повстань військовополонених та інших аналогічних ситуацій. План був схвалений Гітлером. Пізніше Ольбрихт таємно модернізував план «Валькірія» так, що при спробі перевороту резервна армія стала би знаряддям у руках змовників. Після вбивства Гітлера вона повинна була зайняти ключові об'єкти в Берліні, роззброїти СС і заарештувати нацистське керівництво. Передбачалося, що командувач резервною армією генерал-полковник Фрідріх Фромм приєднається до змови або буде зміщений, і в цьому випадку командування візьме на себе Гьопнер. Фромм був обізнаний про існування змови, але займав вичікувальну позицію. Одночасно з введенням у дію резервної армії начальник служби зв'язку вермахту, що входив у змову, Еріх Фельгібель разом з деякими довіреними підлеглими повинен був забезпечити блокування ряду урядових ліній зв'язку, одночасно підтримуючи ті з них, які використовувалися змовниками.
Герделер виступав за збереження життя Гітлера. Обговорювалися різні варіанти такого сценарію (зокрема взяття Гітлера в заручники або відключення ліній зв'язку та ізоляція Гітлера від зовнішнього світу на час перевороту), але ще навесні 1943 року змовники дійшли висновку, що усі вони недоцільні. Після вбивства Гітлера планувалося сформувати тимчасовий уряд: Бек повинен був стати головою держави (президентом або монархом), Герделер — канцлером, Віцлебен — верховним головнокомандувачем. Завданням нового уряду було укладення миру із західними державами та продовження війни проти СРСР, а також проведення демократичних виборів усередині Німеччини. Герделер і Бек розробили детальніший проект устрою постнацистської Німеччини, що ґрунтувався на їх консервативних монархічних поглядах. Зокрема, вони вважали, що народне представництво слід обмежити (нижня палата парламенту формуватиметься в результаті непрямих виборів, а верхня, до якої увійдуть представники земель, — взагалі без виборів), а главою держави має бути монарх.
У серпні 1943 року Тресков познайомився з підполковником графом Клаусом фон Штауффенбергом, якому судилося стати найвідомішим учасником змови (і безпосереднім виконавцем замаху на Гітлера). Штауффенберг служив у Північній Африці у військах Роммеля, був там важко поранений, мав націоналістично-консервативні погляди. До 1942 року Штауффенберг розчарувався в нацизмі й переконався, що Гітлер веде Німеччину до катастрофи. Проте по релігійним переконанням він спочатку не вважав, що фюрера потрібно вбити. Після Сталінградської битви він вирішив, що залишити Гітлера в живих буде ще більшим злом. Тресков писав Штауффенбергу: «Замах повинен статися будь-якою ціною (фр. coûte que coûte); навіть якщо ми потерпимо невдачу — потрібно діяти. Адже практична сторона справи вже нічого не означає; справа тільки в тому, що німецький опір пішов на рішучий крок перед очима світу й історії. В порівнянні з цим усе інше не має значення».

## Спроби замахів першої половини липня

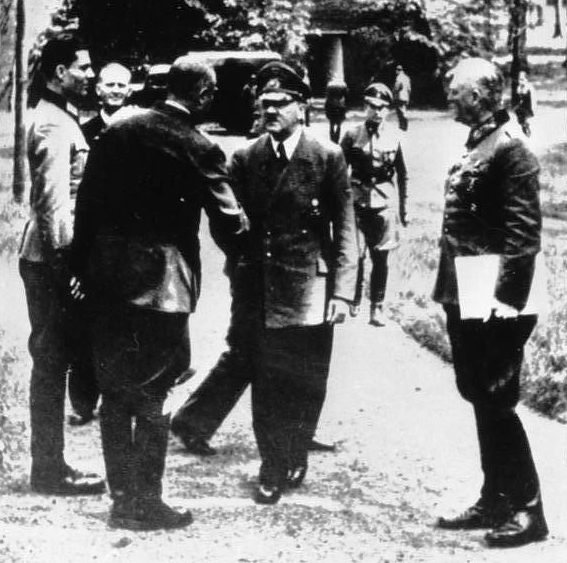
Штауффенберґ (зліва), Гітлер (в центрі) та Кейтель 15 липня 1944 року у «Вольфшанце»

У червні 1944 року Штауффенберґ був призначений начальником штабу армії резерву, який знаходився на Бендлерштрассе в Берліні (так званий Бендлерблок; нині вулиця носить ім'я Штауффенбергштрассе). У цій якості він міг бути присутнім на військових нарадах як у ставці Гітлера «Вольфшанце» в Східній Пруссії, так і в резиденції Бергхоф під Берхтесгаденом. 1 липня йому також було присвоєно звання полковника. В той же час змовники увійшли в контакт з командувачем окупаційними військами у Франції генералом Штюльпнагелем, який повинен був після вбивства Гітлера взяти владу у Франції у свої руки і почати переговори з союзниками. 3 липня генерали Вагнер, Ліндеманн, Штіфф і Фельгібель провели нараду в готелі «Берхтесгаденер Хоф». Зокрема, обговорювався порядок відключення урядових ліній зв'язку Фельгібелем після вибуху.
6 липня Штауффенберг доставив бомбу в Бергхоф, проте замах не відбувся. Штіфф пізніше на допиті показав, що відрадив Штауффенберга від спроби убити Гітлера тоді. За іншими даними, Штіфф повинен був підірвати бомбу сам наступного дня на виставці зброї в замку Клессхайм біля Зальцбурга. 11 липня Штауффенберг був присутній на нараді в Бергхофі з бомбою англійського виробництва, але не активував її. Раніше змовники вирішили, що разом з Гітлером необхідно усунути Герінга, офіційного наступника Гітлера, і Гіммлера, керівника СС, а вони обоє не були присутні на нараді. Увечері Штауффенберг зустрівся з Беком і Ольбріхтом і переконав їх, що наступного разу замах потрібно проводити незалежно від того, чи будуть присутні Герінг і Гіммлер.
15 липня Штауффенберг робив доповідь про стан резервів на нараді в «Вольфшанце». За дві години до початку наради Ольбріхт віддав наказ про початок операції «Валькірія» і висуненні резервної армії у напрямі урядового кварталу на Вільгельмштрассе. Штауффенберг зробив доповідь і вийшов переговорити по телефону з Ольбріхтом. Коли він повернувся, Гітлер вже покинув нараду. Штауффенберг повідомив Ольбріхта про невдачу, і той відмінив наказ і повернув війська до казарм.

## Події 20 липня

### Замах

Розташування учасників конференції на момент вибуху

20 липня 1944 року близько 7:00 Штауффенберґ разом зі своїм ад'ютантом обер-лейтенантом Вернером фон Хефтеном і генерал-майором Гельмутом Штіффом на кур'єрському літаку Junkers Ju 52 вилетів з аеродрому в Рангсдорфі в ставку Гітлера. В одному портфелі у них були папери для доповіді про створення двох нових дивізій з резервістів, які були потрібні на Східному фронті, а в іншому — два пакети вибухівки і три хімічні детонатори. Для того, щоб бомба вибухнула, потрібно було розбити скляну ампулу, кислота, що знаходилася в ній, за десять хвилин роз'їдала дріт, що вивільняв бойок. Після цього спрацьовував детонатор.
Літак приземлився о 10:15 на аеродромі в Растенбурзі (Східна Пруссія). Штіфф, Штауффенберг і фон Хефтен на машині вирушили в ставку фюрера. Після прибуття Штауффенберг поснідав зі штабними офіцерами й переговорив з декількома військовими. Після 12:00 Кейтель оголосив, що через візит Муссоліні нарада переноситься з 13:00 на 12:30, а доповідь Штауффенберга скорочується. Крім того, нарада була перенесена з підземного бункеру, де вражаюча сила від вибуху була б значно більшою, в дерев'яне казармове приміщення. Перед початком наради Штауффенберг разом з Хефтеном відпросився в приймальню та плоскогубцями розбив ампулу, активувавши детонатор. Один з офіцерів поквапив Штауффенберга, тому той не встиг активувати другу бомбу й фон Хефтен забрав її компоненти з собою.
Коли Штауффенберґ увійшов, він попросив ад'ютанта Кейтеля, фон Фрейєнда, дати йому місце біля столу ближче до Гітлера. Він встав поряд з полковником Брандтом і поставив портфель під стіл за пару метрів від Гітлера, притуливши його до масивної дерев'яної тумби, що підтримувала стіл. Після цього під приводом телефонної розмови Штауффенберг вийшов. Брандт пересів ближче до Гітлера й пересунув портфель, що заважав йому, по іншу сторону тумби, яка тепер захищала Гітлера. Перед від'їздом, поки Штауффенберг шукав машину, він зайшов до Фельгібеля і вони разом побачили вибух. Потім Штауффенберг, будучи впевненим, що Гітлер мертвий, виїхав. Він встиг покинути зону оточення до того, як вона була повністю закрита. На останньому КПП Штауффенберга затримав офіцер, але отримавши від ад'ютанта коменданта підтвердження, дозволив їхати.
Вибух стався о 12:42. З 24 чоловік, що були присутні на нараді, четверо — генерали Шмундт і Кортен, Брандт і стенографіст Бергер — померли, а інші отримали поранення різної ступені тяжкості. Гітлер отримав численні осколкові поранення й опіки ніг та ушкодження барабанних перетинок, був контужений і тимчасово оглухнув, права рука була тимчасово паралізована. У нього було обпалене волосся, а штани розірвало на клапті.
Близько 13:00 Штауффенберг і Хефтен покинули «Вольфшанце». По дорозі на аеродром Хефтен викинув другий пакет вибухівки, який пізніше був виявлений гестапо. О 13:15 літак вилетів у Рангсдорф. Фельгібель відправив своєму начальнику штабу генерал-лейтенанту Фріцу Тілле в Берлін повідомлення: Сталося щось жахливе. Фюрер живий. Імовірно повідомлення було складене так, щоб не розкрилася роль Фельгібеля й одержувачів повідомлення: лінії зв'язку могли прослуховуватися. Одночасно ще один змовник, генерал Едуард Вагнер, повідомив про замах Париж. Потім була організована інформаційна блокада «Вольфшанце». Проте лінії зв'язку, зарезервовані для СС, залишилися незайманими, і вже в цей час міністру пропаганди Геббельсу стало відомо про спробу замаху на Гітлера.
Близько 15:00 Тілле повідомив змовникам у Бендлерблоці про суперечливі відомості зі ставки фюрера. Тим часом, прилетівши в Рангсдорф, Штауффенберґ подзвонив Ольбріхту і полковнику Хофакеру зі штабу Штюльпнагеля й повідомив їм, що убив Гітлера. Ольбріхт не знав, кому вірити. У цей момент з «Вольфшанце» була знята інформаційна блокада, і вже повним ходом йшло розслідування замаху на Гітлера.
О 16:00 Ольбріхт, здолавши сумніви, все ж віддав наказ про мобілізацію відповідно до плану «Валькірія». Проте генерал-полковник Фромм подзвонив у ставку фельдмаршалові Вільгельму Кейтелю, який завірив його, що з Гітлером все гаразд і запитав, де знаходиться Штауффенберг. Фромм зрозумів, що в «Вольфшанце» вже відомо, куди ведуть сліди, і йому доведеться відповідати за дії своїх підлеглих.

### Провал змови
О 16:30 Штауффенберг і Хефтен нарешті прибули в Бендлерблок. Ольбріхт, Квірнхайм і Штауффенберг відразу ж вирушили до генерал-полковника Фромма, який повинен був підписати накази, віддані за планом «Валькірія». Фромм вже знав, що Гітлер живий, він спробував їх заарештувати і сам був посаджений під арешт. У цей момент до військ були відправлені перші накази, які помилково отримала і ставка Гітлера «Вольфшанце». У міській комендатурі Берліна комендант міста генерал-лейтенант Пауль фон Хазе провів оперативну нараду.
О 17:00 командир охоронного батальйону «Großdeutschland» майор Отто-Ернст Ремер, повернувшись з комендатури, поставив завдання перед особовим складом, який відповідно до плану «Валькірія» повинен був оточити урядовий квартал. Незабаром після 17:00 по радіо було передано перше повідомлення про невдалу спробу замаху на Гітлера (наступне повідомлення о 18:28 обійшло весь світ).
Підрозділи піхотної школи в Дебериці під Берліном були приведені в повну бойову готовність, викладач тактики майор Якоб отримав наказ зі своєю ротою зайняти Будинок радіо.
О 17:30 Геббельс оголосив тривогу в навчальному підрозділі 1-ї дивізії Лейбштандарте-СС «Адольф Гітлер», який було приведено у стан підвищеної бойової готовності. Проте міністр пропаганди хотів уникнути збройного конфлікту між СС і частинами вермахту.
Тоді ж о 17:30 у штабі змовників у супроводі чотирьох есесівців з'явився оберфюрер СС, полковник поліції Гумберт Ахамер-Піфрадер. Він заявив, що за особистим дорученням начальника Головного управління імперської безпеки Ернста Кальтенбруннера йому належить з'ясувати у Штауффенберґа причини його поспішного повернення до Берліна зі ставки Гітлера. Замість пояснень Штауффенберг заарештував Ахамер-Піфрадера разом з особами, що супроводжували його, і посадив під замок в одну кімнату до вже заарештованих змовниками генерал-полковника Фромма і генерала Корцфляйша.
Близько 18:00 рота майора Якоба зайняла Будинок радіо, який, проте, продовжував мовлення.
Між 18:35 і 19:00 після оточення урядового кварталу майор Ремер попрямував у міністерство пропаганди до Геббельса, якого він повинен був заарештувати. Але у нього виникли сумніви. Близько 19:00 Геббельс попросив зв'язати його з Гітлером і передав трубку майорові Ремеру, щоб той переконався в тому, що фюрер живий. Гітлер наказав Ремеру узяти ситуацію в Берліні під контроль. Після розмови з Гітлером Ремер розгорнув у службовій квартирі Геббельса командний пункт і привернув на свою сторону додаткові підрозділи. Навчальні танкові частини, які вийшли з Крампніцу для підтримки змовників, отримали наказ придушити заколот генералів. О 19:30 з Цоссена в Бендлерблок приїхав генерал-фельдмаршал Віцлебен і відчитав Ольбріхта і Штауффенберга за невпевнені дії та упущені можливості.
Фромму, переведеному в його особистий кабінет, дозволили прийняти трьох офіцерів з його штабу у відсутність охорони. Фромм провів офіцерів через задній вихід і наказав їм привести підмогу. Тим часом частини під командуванням Ремера почали брати гору над вірними змовникам частинами армії резерву. Коли Ольбріхт почав готувати Бендлеблок до оборони, декілька офіцерів на чолі з полковником Францом Гербером зажадали від Ольбріхта пояснень. Після ухильної відповіді Ольбріхта вони повернулися озброєними й заарештували його. Помічник Ольбріхта покликав Штауффенберга й Хефтена, щоб розібратися в ситуації, почалася перестрілка і Штауффенберг був поранений в ліву руку. Протягом десяти хвилин Гербер затримав усіх змовників і звільнив з-під варти Фромма.
Після 22:00 (за іншими джерелами, близько 23:30[44]) Фромм оголосив, що змовники перебувають під арештом. Бек з дозволу Фромма спробував застрелитися, але тільки наніс собі легку рану. Фромм оголосив, що військовий трибунал засудив Штауффенберга, Ольбріхта, Квірнхайма й Хефтена до смерті. Після 24:00 всі четверо були розстріляні у дворі Бендлерблока. Одночасно Бек зробив повторний постріл, знову залишився живий і його за наказом Фромма застрелив один з охоронців. О 00:21 Фромм відправив Гітлеру телеграму, в якій сповіщав, що придушив путч. Розстрілюючи змовників, Фромм, імовірно, прагнув продемонструвати лояльність Гітлеру й одночасно знищити свідків. Отто Скорцені, що прибув пізніше, розпорядився припинити подальші страти.
Одночасно ввечері командуючий військами в окупованій Франції генерал Штюльпнагель віддав наказ про арешт представників СС, СД і гестапо в Парижі. Це виявилася найуспішніша операція 20 липня: до 22:30 без єдиного пострілу було заарештовано 1200 чоловік, включаючи керівника СС у Парижі генерал-майора СС Карла Оберга.
Змовники зібралися в штабі в готелі «Рафаель», а Штюльпнагель вирушив у передмістя Ла-Рош-Гвіон, де знаходився фон Клюге, і безуспішно намагався переконати його перейти на їхню сторону. Об одинадцятій годині до Парижу додзвонився Штауффенберг і повідомив, що в Берліні повстання закінчилося провалом.
Вночі Штюльпнагель отримав повідомлення, що він відсторонений від командування, а вірний Гітлеру адмірал Кранке готовий направити на придушення путчу моряків, і віддав наказ звільнити есесівців. Незабаром у «Рафаелі» почалося спільне братання військових і есесівців з розпиванням шампанського.
Вирішальну роль у провалі зіграв не лише випадок, що врятував Гітлера, але й цілий ряд серйозних прорахунків і половинчастих заходів змовників, а також вичікувальна позиція багатьох з них.

## Репресії проти учасників змови
У ніч після змови Гітлер виступив по радіо зі зверненням до нації, обіцяючи жорстоко покарати всіх учасників заколоту. У найближчі тижні гестапо провело детальне розслідування справи. Усі, хто мав хоч щонайменше відношення до головних персонажів подій 20 липня, були заарештовані або допитані. Під час обшуків були виявлені щоденники й листування учасників змови, розкрилися попередні плани перевороту і вбивства фюрера; почалися нові арешти згадуваних там осіб. При цьому не всі мали відношення до справи 20 липня — гестапо часто зводило старі рахунки. Гітлер особисто проінструктував голову Народної судової палати Роланда Фрайслера, що суд має бути швидким, а підсудні мають бути повішені, «як худоба на бійні».

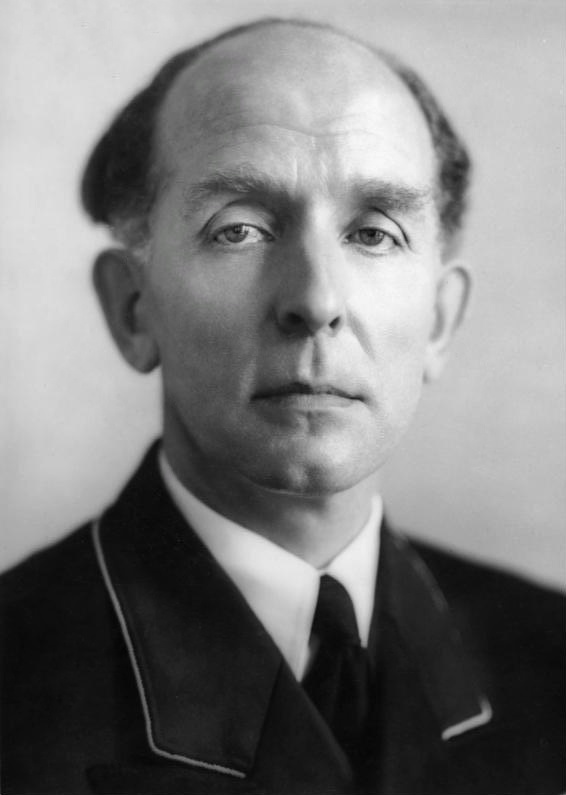
Роланд Фрайслер, голова Народної судової палати

За наказом Гітлера більшість засуджених страчували не на гільйотині, як цивільних злочинців, і не через розстріл, як військових — їх вішали на рояльних струнах, прикріплених до крюка м'ясника на стелі, у в'язниці Плетцензее. На відміну від звичайного повішення, смерть наставала не від перелому шиї при падінні і не від порівняно швидкої асфіксії, а від розтягування шиї та повільного задушення. Гітлер наказав перетворити суд над змовниками і страту на принизливі муки, зняти фільм і сфотографувати. Ці страти знімалися на кіноплівку під світло софітів. Згодом він особисто дивився цей фільм, а також наказував демонструвати його солдатам для підняття бойового духу. За твердженням ад'ютанта Гітлера від Люфтваффе фон Бєлова Гітлер не віддавав наказу вести зйомки і дивився фотографії страчених, які йому приносив ад'ютант від СС Фегеляйн, з небажанням. На відміну від кіноматеріалів про показові судові процеси, зйомки страт не збереглися.
21 липня Тресков наклав на себе руки, імітувавши загибель у бою: він підірвав себе гранатою на польському фронті під Білостоком і був похований як загиблий офіцер на батьківщині (потім його тіло викопали з могили та спалили). Перший процес над Віцлебеном, Гьопнером і ще 6 учасниками змови пройшов 7-8 серпня. 8 серпня усі були повішені. В цілому за вироком Народної палати було засуджено до смерті до 200 чоловік. Вільям Ширер наводить загальні цифри в 4980 страчених і 7000 заарештованих. Відповідно до «старонімецьких» законів про кровну провину (Sippenhaft) репресіям піддалися і родичі змовників: багато хто був заарештований і відправлений до концтаборів, а дітей нацисти під новими прізвищами поміщали в дитячі будинки (більшість репресованих членів сімей змовників пережили війну та змогли возз'єднатися з відібраними дітьми).
Був заарештований генерал-полковник Франц Гальдер, один з небагатьох, кому пощастило пережити (хоча і в концтаборі) закінчення війни й вийти на свободу. Фельдмаршал фон Клюге отруївся 19 серпня під Мецем, побоюючись долі Віцлебена, після того, як Гітлер відкликав його з фронту. У жовтні наклав на себе руки і був урочисто похований Ервін Роммель, командир Штауффенберга в Африці, на якого розраховували змовники, але міра реального зв'язку якого з ними неясна. Ще один фельдмаршал, побічно причетний до змови, Федор фон Бок, уникнув переслідування, але пережив Гітлера тільки на чотири дні: він загинув 4 травня 1945 року, після того, як його машина потрапила під обстріл англійського штурмовика. 30 серпня був повішений Штюльпнагель, який намагався застрелитися, 4 вересня — Лендорф-Штейнорт і Фельгібель. 9 вересня до страти засудили Герделера, проте його страта відкладалася, імовірно через те, що його політична вага і авторитет в очах Заходу могли бути корисними Гіммлеру на випадок ведення мирних переговорів. 2 лютого він був повішений, того ж дня у в'язниці Плетцензее був повішений Йоганнес Попіц.
Наслідком розкриття змови було посилення пильності нацистів щодо вермахту: збройні сили були позбавлені відносної автономії від партії і СС, якою вони користувалися раніше. 24 липня в армії було введено як обов'язкове нацистське вітання замість традиційного віддання честі. Серед 200 страчених був 1 фельдмаршал (Ервін фон Віцлебен), 19 генералів, 26 полковників, 2 посли, 7 дипломатів іншого рівня, 1 міністр, 3 державні секретарі та шеф кримінальної поліції рейху («Крипо», одного з управлінь РСХА) группенфюрер СС/генерал-лейтенант поліції Артур Небе. Нові процеси і страти йшли практично безупинно з серпня по лютий. 3 лютого 1945 року, наступного дня після страти Герделера й Попіца, в будівлю Народного суду під час засідання потрапила американська бомба і балка, що обвалилася зі стелі, вбила Фрайслера. Після загибелі судді процеси припинилися (12 березня був страчений Фрідріх Фромм, чия зрада лише відтермінувала страту). Проте відкриття в березні щоденників Канаріса з подробицями змови в абвері привело його, Остера та ще декількох їхніх товаришів, проти яких раніше не було прямих доказів, на шибеницю; 8 квітня їх страчували в концтаборі Флоссенбюрг, всього за 22 дні до загибелі Гітлера.

## Оцінка

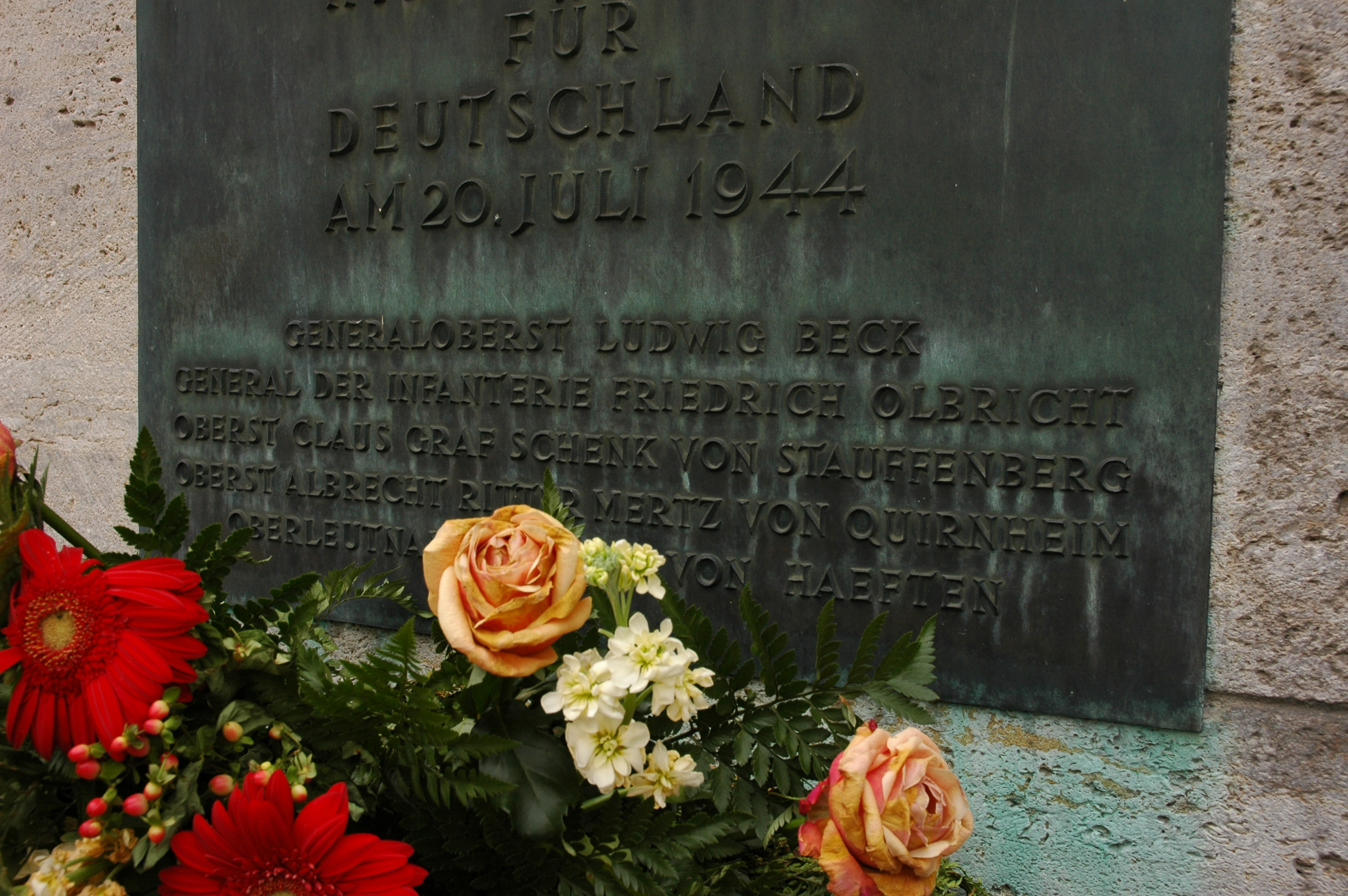
Меморіальна дошка на місці розстрілу Штауффенберга, 21 липня 2009 року

Учасники змови 20 липня вважаються в сучасній Німеччині національними героями, які віддали своє життя в ім'я свободи; їх іменами названі вулиці, їм поставлені пам'ятники. У пам'ятні дати, пов'язані із замахом, проходять церемонії за участю вищих осіб держави. У сучасній німецькій історіографії змова 20 липня розглядається як найважливіша подія німецького Опору.
В той же час багато учасників змови не розділяли сучасні ідеали демократії, а представляли традиційний прусський націоналістичний консерватизм і були критичні по відношенню до Веймарської республіки . Так, Штауффенберг у 1933 році підтримав Гітлера і навіть у своїй сім'ї вважався відданим націонал-соціалістом, Бек і Герделер були монархістами, а останній виступав і за збереження довоєнних територіальних надбань.

## Герой чи зрадник

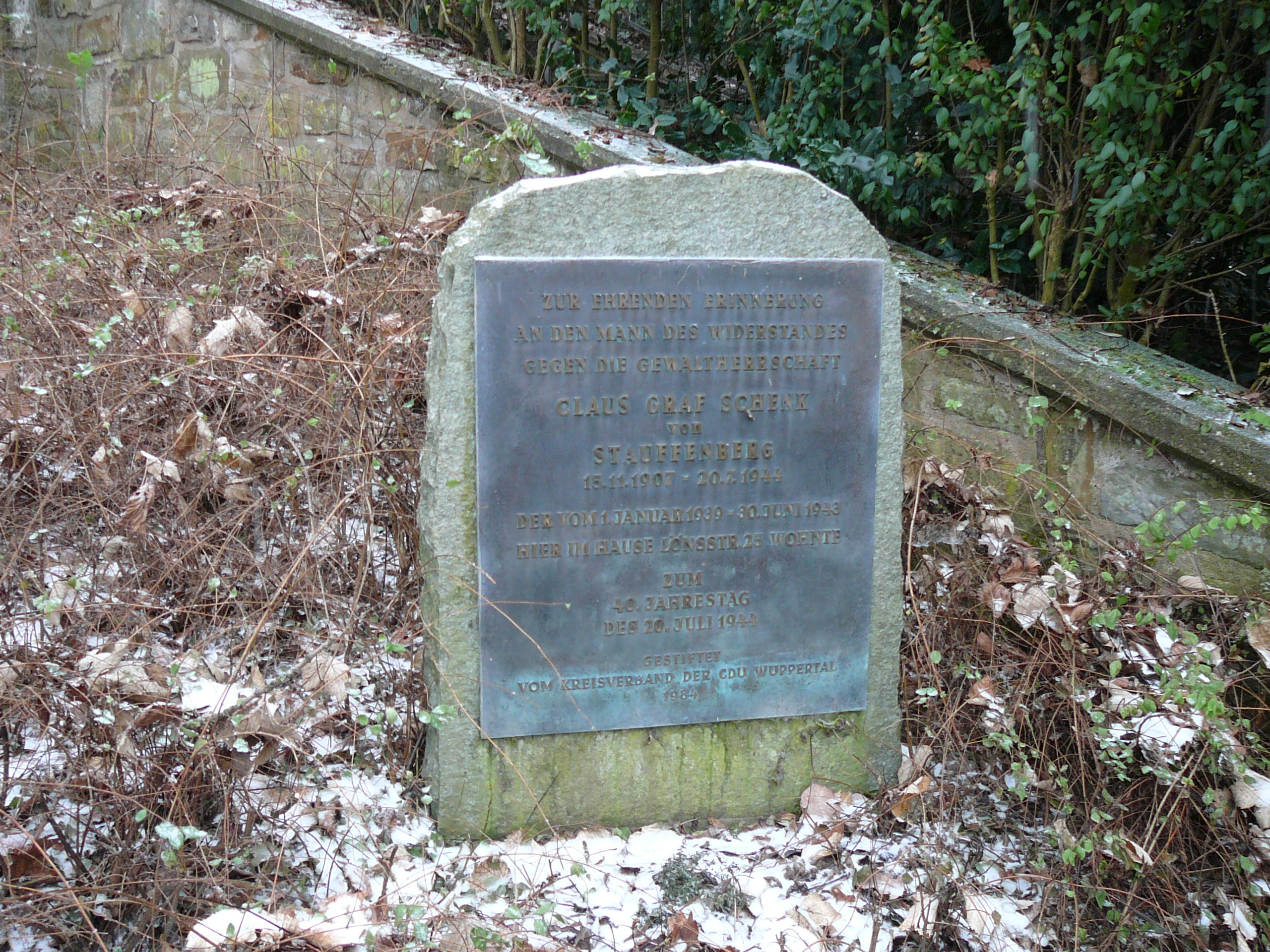
Меморіальна плита на місці будинку, в якому мешкав Штауффенберг, у Вупперталі

У розколотій Німеччині відношення до замаху на Гітлера 20 липня 1944 року було неоднозначним. У Західній Німеччині засоби масової інформації і політики описували учасників змови як героїв. У НДР ця дата взагалі не відзначалася.
Опитування Інституту Алленсбаха в 1951 показало, що «лише третина респондентів мала позитивну думку про чоловіків і жінок, які безуспішно намагалися повалити нацистський режим».
У східнонімецькій і радянській історіографії змовники поділялися на «реакційне» («антирадянське») крило під керівництвом колишнього бургомістра Лейпцига Герделера й «патріотичне» на чолі зі Штауффенбергом. Згідно з цією концепцією, перші мали намір після перевороту укласти сепаратний мир із Заходом та продовжити війну з Радянським Союзом, другі ж ставили своєю метою повний мир для Німеччини і нібито встановили контакти з лівими політиками — соціал-демократами — і навіть з керівниками комуністичного підпілля.
Незважаючи на це, пропозиція 1956 назвати школу на честь Клауса Шенка Графа фон Штауффенберга зустріла опозицію більшості громадян, і, як повідомляє Deutsche Welle (у 2014):
Комуністичне керівництво Східної Німеччини десятиліттями ігнорувало спробу вбивства, головним чином тому, що консервативні та аристократичні змовники навколо Штауффенберга не відповідали соціалістичним ідеалам.
Але аж до середини 1960-х років багато хто в Німеччині вважав учасників змови не героями, а зрадниками.
У сучасній Німеччині 20 липня оголошено днем трауру по страчених і щорічно супроводжується проведенням урочистих заходів. На місці страти графа фон Штауффенберга і його товаришів проводиться урочисте прийняття присяги військовослужбовцями.

## Фільми
- 1955 Це відбулося 20 липня / Es geschah am 20. Juli (ФРН, реж. Георг Вільгельм Пабст)
- 1955 20 липня / Der 20. Juli (ФРН, реж. Фальк Харнак)
- 1966 Без боротьби немає перемоги / Ohne Kampf kein Sieg (ТВ НДР, реж. Руді Курц)
- 1967 Ніч генералів / The Night of the Generals  (реж. Анатоль Літвак)
- 1970 Клаус граф Штауффенберг — портрет покусителя / Claus Graf Stauffenberg — Porträt eines Attentäters (ZDF, ТБ ФРН, реж. Рудольф Нусгрубер)
- 1970 Визволення. Напрямок головного удару (СРСР, реж. Юрій Озеров)
- 1971 Операція «Валькірія» / Operation Walküre (WDR, ТБ ФРН, реж. Франц Петер Вірт)
- 1990 Заколот проти Гітлера / The Plot to Kill Hitler (ТБ, реж. Лоренс Шиллер)
- 2004 Штауффенберг / Stauffenberg (ARD, ТБ ФРН, реж. Йо Баєр)
- 2004 Що дійсно відбулося 20 липня 1944 року? / Was geschah wirklich am 20. Juli 1944? (RBB, ТБ ФРН, реж. Артем Деменок)
- 2004 Час офіцерів / Die Stunde der Offiziere (ZDF, ТБ ФРН, реж. Ханс-Эріх Віт)
- 2008 Операція «Валькірія» / Valkyrie (реж. Брайан Сінгер)
- 2009 Штауффенберг — справжня історія / Stauffenberg — Die wahre Geschichte (ZDF, ТБ ФРН, реж. Олівер Хальмбургер)